# Wolfgang Perner
Pour les articles homonymes, voir Perner.
Wolfgang Perner, né le 17 septembre 1967 à Ramsau am Dachstein et mort le 1er octobre 2019, est un biathlète autrichien. 
En 2002, il est médaillé de bronze en sprint aux Jeux olympiques de Salt Lake City. 

## Biographie
Wolfgang Perner est promu dans l'équipe nationale en 1991-1992. Il ne parvient pas à se qualifier pour les Jeux olympiques d'Albertville, mais signe déjà ses premiers podiums en fin de saison, dont une victoire à l'individuel de Novossibirsk. Il obtient le meilleur classement général de sa carrière cet hiver avec le 14e rang. Il se blesse ensuite au tendon et n'obtient pas de résultats équivalents à ceux de 1992, malgré une huitième place au sprint des Championnats du monde 1993. Il participe tout de même aux Jeux olympiques de Lillehammer en 1994.
Il obtient son podium suivant en mars 1997, en gagnant, encore à Novossibirsk, la mass start, nouveau format à l'époque, disputé pour la première et unique fois de l'histoire de la coupe du monde de biathlon sur une distance de 10 km.
Cinq ans s'écoulent jusqu'aux Jeux olympiques de Salt Lake City, où il remporte la médaille de bronze sur le sprint derrière Ole Einar Bjørndalen et Sven Fischer, devenant le premier autrichien médaillé olympique de biathlon.
Impliqué dans un scandale de dopage aux Jeux olympiques de 2006 à Turin, il est exclu à vie en 2007 par la Fédération autrichienne de ski.
Il décède le 1er octobre 2019, à la suite d'une longue maladie. Ses deux enfants et sa femme lui survivent. 

## Palmarès

### Jeux olympiques
| Épreuve / Édition                   | Individuel  | Sprint                              | Poursuite                        | Départ en masse                  | Relais |
| Jeux olympiques 1994 Lillehammer    | -           | 22e                                 | Épreuve inexistante à cette date | Épreuve inexistante à cette date | 9e     |
| Jeux olympiques 1998 Nagano         | 24e         | 38e                                 | Épreuve inexistante à cette date | Épreuve inexistante à cette date | 11e    |
| Jeux olympiques 2002 Salt Lake City | 32e         | Médaille de bronze, Jeux olympiques | 9e                               | Épreuve inexistante à cette date | 6e     |
| Jeux olympiques 2006 Turin          | Disqualifié | Disqualifié                         | Disqualifié                      | -                                | -      |

Légende :
- : épreuve inexistante ou non olympique.

### Championnats du monde
| Mondiaux Épreuve         | individuel        | Sprint            | Poursuite                        | Départ en masse                  | Relais            | Course par équipes               | Relais mixte                     |
| 1992 Novossibirsk        | JO Albertville    | JO Albertville    | Épreuve inexistante à cette date | Épreuve inexistante à cette date | JO Albertville    | 5e                               | Épreuve inexistante à cette date |
| 1993 Borovets            | 65e               | 8e                | Épreuve inexistante à cette date | Épreuve inexistante à cette date | 14e               | —                                | Épreuve inexistante à cette date |
| 1994 Canmore             | JO Lillehammer    | JO Lillehammer    | Épreuve inexistante à cette date | Épreuve inexistante à cette date | JO Lillehammer    | 6e                               | Épreuve inexistante à cette date |
| 1995 Antholz Anterselva  | 63e               | 55e               | Épreuve inexistante à cette date | Épreuve inexistante à cette date | 9e                | —                                | Épreuve inexistante à cette date |
| 1996 Ruhpolding          | 33e               | 39e               | Épreuve inexistante à cette date | Épreuve inexistante à cette date | 8e                | —                                | Épreuve inexistante à cette date |
| 1997 Osrblie             | 21e               | 25e               | 20e                              | Épreuve inexistante à cette date | 10e               | 19e                              | Épreuve inexistante à cette date |
| 1998 Pokljuka Hochfilzen | JO Nagano         | JO Nagano         | 25e                              | Épreuve inexistante à cette date | JO Nagano         | 11e                              | Épreuve inexistante à cette date |
| 1999 Kontiolahti Oslo    | 23e               | 32e               | 19e                              | 21e                              | 9e                | Épreuve inexistante à cette date | Épreuve inexistante à cette date |
| 2000 Oslo Lahti          | 53e               | 23e               | 24e                              | 9e                               | 9e                | Épreuve inexistante à cette date | Épreuve inexistante à cette date |
| 2001 Pokljuka            | 54e               | 35e               | 28e                              | -                                | 9e                | Épreuve inexistante à cette date | Épreuve inexistante à cette date |
| 2002 Oslo                | JO Salt Lake City | JO Salt Lake City | JO Salt Lake City                | 13e                              | JO Salt Lake City | Épreuve inexistante à cette date | Épreuve inexistante à cette date |
| 2003 Khanty-Mansiïsk     | 35e               | 42e               | 34e                              | -                                | 8e                | Épreuve inexistante à cette date | Épreuve inexistante à cette date |
| 2004 Oberhof             | 37e               | 34e               | 31e                              | -                                | 8e                | Épreuve inexistante à cette date | Épreuve inexistante à cette date |
| 2005 Hochfilzen          | 26e               | 42e               | 41e                              | -                                | -                 | Épreuve inexistante à cette date | -                                |

Légende :

 : deuxième place, médaille d'argent

 : troisième place, médaille de bronze

 : épreuve inexistante

— : pas de participation à cette épreuve

### Coupe du monde
- Meilleur classement général : 14e en 1992.
- 4 podiums individuels : 2 victoires et 2 troisièmes places.
- 7 podiums en relais : 3 victoires, 2 deuxièmes places et 2 troisièmes places.
- 2 podiums en course par équipes, dont 1 victoire.

#### Détail des victoires
| Saison / Épreuve | Individuel   | Sprint | Poursuite | Mass Start   | Total |
| 1991-1992        | Novossibirsk |        |           |              | 1     |
| 1996-1997        |              |        |           | Novossibirsk | 1     |
| Total            | 1            | 0      | 0         | 1            | 2     |

#### Classements annuels
| Année | Classement général final |
| 1992  | 14e                      |
| 1993  | 23e                      |
| 1994  | 38e                      |
| 1995  | nc                       |
| 1996  | 39e                      |
| 1997  | 24e                      |
| 1998  | 40e                      |
| 1999  | 20e                      |
| 2000  | 21e                      |
| 2001  | 21e                      |
| 2002  | 16e                      |
| 2003  | 24e                      |
| 2004  | 44e                      |
| 2005  | 39e                      |
| 2006  | 61e                      |